# Holmbergiana
Holmbergiana is een geslacht van hooiwagens uit de familie Sclerosomatidae.
De wetenschappelijke naam Holmbergiana is voor het eerst geldig gepubliceerd door Mello-Leitão in 1931. 

## Soorten
Holmbergiana omvat de volgende 3 soorten:
- Holmbergiana orientalis
- Holmbergiana tibialis
- Holmbergiana weyenberghii